# Oswino Álvares Penna
Oswino Álvares Penna (Uruguaiana, 30 de maio de 1888 – Rio de Janeiro, 5 de janeiro de 1963) foi um médico brasileiro.
Doutorando em 1911 pela Faculdade de Medicina do Rio de Janeiro, defendendo a tese “Hérnias inguinais do grosso intestino”. Foi eleito membro da Academia Nacional de Medicina em 1925, sucedendo Ernesto Nascimento Silva na Cadeira 86, que tem Carlos Chagas como patrono.